# Maurizio Nuzzi
Maurizio Nuzzi (Terranuova Bracciolini, 4 aprile 1965) è un ex ciclista su strada italiano, professionista nel 1993, anno in cui riuscì a termine il Giro d'Italia, con la Jolly Componibili.

## Palmarès
- 1987 (G.S. Maltinti Lampadari)

Coppa Ciuffenna
- 1989 (G.S. Maltinti Lampadari)

Gran Premio Chianti Colline d'Elsa
- 1992 (U.S. Fracor Modolo)

Trofeo Rigoberto Lamonica
Coppa Penna

## Piazzamenti

### Grandi Giri
- Giro d'Italia

1993: 74º

### Classiche monumento
- Milano-Sanremo

1993: 147º